# UFC 3
The Ultimate Fighting Championship III (depois renomeado para UFC 3: The American Dream) foi um evento de artes marciais mistas promovido pelo Ultimate Fighting Championship, ocorrido em 9 de setembro de 1994 no Grady Cole Center em Charlotte, Carolina do Norte. O evento foi transmitido ao vivo em pay-per-view para os Estados Unidos e mais tarde lançado em VHS.

## Background
O UFC 3 usou um formato de torneio de oito homens com o vencedor recebendo US$ 60.000. O torneio não teve classes ou limites de peso. Cada luta não tinha limite de tempo ou rodadas; portanto, nenhum juiz foi usado durante a noite. Os competidores só podiam vencer uma partida por finalização, desistência, nocaute ou paralisação do árbitro. Este evento marcou a primeira vez que o árbitro recebeu autoridade para interromper a luta. O árbitro da noite foi mais uma vez "Big" John McCarthy.
O lutador substituto Steve Jennum venceu o torneio ao derrotar Harold Howard por finalização devido a golpes, apesar de lutar apenas na final. Jennum foi o substituto de Ken Shamrock, que chegou à final, mas desistiu devido a uma lesão. Este foi o primeiro torneio do UFC que não foi vencido por Royce Gracie, que venceu a luta das quartas de final, mas desistiu quando a luta da semifinal estava para começar, provavelmente devido ao cansaço da rodada anterior. Depois que Jennum venceu o UFC 3 como suplente, o UFC instituiu lutas de qualificação alternativas para equilibrar o cansaço e diminuir a vantagem que os suplentes anteriormente tinham ao entrar no torneio sem lutar nas quartas de final.

## Confrontos
|  | Quartas-de-final | Quartas-de-final                   | Quartas-de-final |                                    |                | Semifinais                            | Semifinais | Semifinais |  |  | Final | Final | Final |  |
|  |                  |                                    |                  |                                    |                |                                       |            |            |  |  |       |       |       |  |
|  | Estados Unidos   | Keith Hackney (Kenpō)              | TKO              |                                    |                |                                       |            |            |  |  |       |       |       |  |
|  | Estados Unidos   | Keith Hackney (Kenpō)              | TKO              |                                    |                |                                       |            |            |  |  |       |       |       |  |
|  | Estados Unidos   | Emmanuel Yarborough (Sumô)         | 1:59             |                                    |                |                                       |            |            |  |  |       |       |       |  |
|  | Estados Unidos   | Emmanuel Yarborough (Sumô)         | 1:59             |                                    | Estados Unidos | Felix Lee Mitchell [a] (Shaolin Quan) | 4:43       |            |  |  |       |       |       |  |
|  |                  |                                    |                  |                                    | Estados Unidos | Felix Lee Mitchell [a] (Shaolin Quan) | 4:43       |            |  |  |       |       |       |  |
|  |                  |                                    | Estados Unidos   | Ken Shamrock (Shootfighting)       | FIN            |                                       |            |            |  |  |       |       |       |  |
|  | Estados Unidos   | Ken Shamrock (Shootfighting)       | Estados Unidos   | Ken Shamrock (Shootfighting)       | FIN            | FIN                                   |            |            |  |  |       |       |       |  |
|  | Estados Unidos   | Ken Shamrock (Shootfighting)       |                  |                                    |                |                                       |            |            |  |  |       |       |       |  |
|  | Estados Unidos   | Christopher Leininger (Judô)       | 4:49             |                                    |                |                                       |            |            |  |  |       |       |       |  |
|  | Estados Unidos   | Christopher Leininger (Judô)       | 4:49             |                                    | Estados Unidos | Steve Jennum[c] (Ninjutsu)            | FIN        |            |  |  |       |       |       |  |
|  |                  |                                    |                  |                                    |                |                                       |            |            |  |  |       |       |       |  |
|  |                  |                                    | Canadá           | Harold Howard (Karatê Goju-ryu)    | 1:27           |                                       |            |            |  |  |       |       |       |  |
|  | Canadá           | Harold Howard (Karatê Goju-ryu)    | Canadá           | Harold Howard (Karatê Goju-ryu)    | 1:27           | KO                                    |            |            |  |  |       |       |       |  |
|  | Canadá           | Harold Howard (Karatê Goju-ryu)    |                  |                                    |                |                                       |            |            |  |  |       |       |       |  |
|  | Estados Unidos   | Roland Payne (Muay Thai)           | 0:46             |                                    |                |                                       |            |            |  |  |       |       |       |  |
|  | Estados Unidos   | Roland Payne (Muay Thai)           | 0:46             |                                    | Canadá         | Harold Howard[b] (Karatê Goju-ryu)    | BYE        |            |  |  |       |       |       |  |
|  |                  |                                    |                  |                                    | Canadá         | Harold Howard[b] (Karatê Goju-ryu)    | BYE        |            |  |  |       |       |       |  |
|  |                  |                                    | Brasil           | Royce Gracie (Brazilian Jiu Jitsu) | -              |                                       |            |            |  |  |       |       |       |  |
|  | Brasil           | Royce Gracie (Brazilian Jiu Jitsu) | Brasil           | Royce Gracie (Brazilian Jiu Jitsu) | -              | FIN                                   |            |            |  |  |       |       |       |  |
|  | Brasil           | Royce Gracie (Brazilian Jiu Jitsu) |                  |                                    |                |                                       |            |            |  |  |       |       |       |  |
|  | Estados Unidos   | Kimo Leopoldo (Taekwondo)          | 4:40             |                                    |                |                                       |            |            |  |  |       |       |       |  |

- a. ^  Keith Hackney foi forçado a abandonar devido a lesão. Ele foi substituído por Felix Mitchell.
- b. ^  O córner de Royce Gracie jogou na toalha antes da luta. Harold Howard avançou às finais do torneio.
- c. ^  Foi anunciado que Ken Shamrock se machucou no evento e não pode continuar, assim ele foi substituído por Steve Jennum.

## Ligações Externas
- Página oficial do evento
- Site oficial do UFC